# Bi-ofrys
Bi-ofrys eller Biblomster (Ophrys apifera), är en flerårig ört i orkidéfamiljen (Orchidaceae).

## Etymologi
Namnet Ophrys kommer från det grekiska ordet ophrys, som betyder "ögonbryn", medan det latinska artnamnet apifera syftar på den bi-formade läppen.

## Beskrivning
Bi-ofrys kan växa till 15-50 cm. Denna tåliga orkidé bildar små bladrosetter på hösten. Dessa fortsätter att växa långsamt under vintern. De basala bladen är äggformiga eller lansettlika, de övre bladen och högbladen är äggformigt lansettliknande. Plantan blommar mellan mitten av april till juli, då den producerar ett ax bestående av en till tio blommor. Blommorna har stora foderblad, med en central grön ribba. Foderbladens färg varierar mellan vitt och skärt, medan kronbladen är korta, ludna, och gröngula. Labellum har tre lober, med två tydliga knölar på de håriga sidoloberna. Mittloben är luden och liknar bakkroppen hos ett bi. Mönstringen är ganska skiftande, men är vanligtvis brunröd med gula markeringar. Gynostegium står i rät vinkel, med förlängt apex.

## Fortplantning
Det är den enda arten i släktet Ophrys som företrädesvis fortplantar sig genom självpollinering. Blommorna är nästan uteslutande självpollinerande i de nordligaste delarna av utbredningsområdet, men pollinering av bisläktet Eucera sker i Medelhavsområdet. I det senare fallet lockar plantan insekterna med en lukt som liknar bihonans doft. Dessutom agerar den håriga och fläckiga läppen som en decoy då bihanen förväxlar den med en bihona. Pollenöverföring sker under den följande pseudokopulationen.
I det förflutna har bin har påverkat biorkidéernas evolution. Över många generationer av orkidéernas utveckling har bihanar bidragit till uppbyggnaden av det bi-liknande utseendet genom sina försök till kopulation med blommorna.

## Utbredning
Bi-ofrys är en art som trivs i tempererade klimatzoner. Den förekommer från Atlanten till Kaukasus. Den är ganska vanlig i Medelhavsområdet, särskilt i de östligare delarna och runt Svarta havet, (Codes)  men är mindre vanlig i den norra delen av utspridningsområdet; den är sällsynt i Tyskland och Irland. I Storbritannien har den en tydlig sydöstlig preferens; där är den vanligare i England, medan den endast påträffas i kustnära regioner i Wales och Hodbarrow Nature Reserve i Millom, Cumbria, och i vissa delar av Nordirland. Den är ganska vanlig i nordöstra England och på senare år har stora mängder förekommit i gräsplättarna kring köpcentret Metro Centre i Gateshead. Den troddes vara utdöd i Skottland men återupptäcktes 2003 i Ayrshire. I några länder är växten fridlyst. De är ovanliga i det att de förekommer i stora mängder vissa år, för att sedan inte synas till i flera år.
2014-2023 fanns växten vid en lokal utanför Trelleborg. Den tros därefter ha försvunnit från Sverige efter att lokalen, som var landets enda kända, vandaliserats genom uppgrävning av orkideerna.

## Habitat
Bi-ofrys växer vanligtvis på halvtorr gräsmark på kalksten, kalksand eller i skogsgläntor. Den föredrar alkalisk jord och trivs i både ljusa och dunkla växtplatser.

## Kultur
Denna orkidéart är Bedfordshires grevskapsblomma.

## Varianter
- Ophrys apifera var. apifera
- Ophrys apifera var. bicolor
- Ophrys apifera var. botteronii
- Ophrys apifera var. friburgensis
- Ophrys apifera var. immaculata
- Ophrys apifera var. trollii